# Robby, o Robô
Robby, o Robô é um dos mais famosos e aclamados personagens dos filmes de ficção científica da história do cinema internacional, tendo introduzido o conceito de personagem robô com personalidade. Sua primeira aparição foi no filme Forbidden Planet de 1956. Com um custo de US$ 150 mil, o robô foi desenhado pelo especialista em efeitos especiais da MGM Albert Arnold Gillespie, enquanto que sua construção ficaria a cargo do diretor de arte Robert Kinoshita. O sucesso de Robby, o Robô no cinema inspiraria a introdução de outros personagens robôs como C-3PO de Star Wars e  HAL 9000 de 2001: A Space Odyssey.  Após a realização de Forbidden Planet e The Invisible Boy, os estúdios MGM iriam licenciar o personagem e lançariam brinquedos baseados no mesmo, numa das primeiras ações de licenciamento. Em 2004, Robby foi introduzido na Calçada da Fama dos Robôs, criada pela  School of Computer Science da Universidade Carnegie Mellon em Pittsburgh, Pennsylvania.
Robby é um robô que obedece,(serve), aos humanos, não podendo fazer-lhes nenhum mal, uma vez que segue as Leis da Robótica.

## Aparições
- 1956 - Forbidden Planet[7]

- 1957 - The Invisible Boy

- 1958 - The Thin Man - Primeira Temporada, no episódio 23: "Robot Client".

- 1958 - The Gale Storm Show - Terceira Temporada, no episódio 14: "Robot from Inner Space".

- 1959-1963 - The Many Loves of Dobie Gillis

- 1960-1970 - The Twilight Zone - Nos episódios "Uncle Simon", "The Brain Center at Whipple's" e "One for the Angels".

- 1966 - The Addams Family - No episódio "Lurch's Little Helper".

- 1961-1966 - Hazel - No episódio "Rosie's Contract".

- 1966 - Gilligan's Island - Segunda temporada, no episódio 21: "Gilligan's Living Doll".

- 1966 - The Man from U.N.C.L.E..

- Ark II - Um Show de TV das manhãs de sábado, produzido pela Filmation)

- 1966 e 1967 Lost in Space - Apareceu em 2 diferentes episódios e representou 2 diferentes personagens (em "War of the Robots" representou um robotóide)

- 1968 e 1970 - The Banana Splits Adventure Hour - Apareceu como o criado.

- 1974 - Columbo - No episódio "Mind Over Mayhem".

- 1976 - Hollywood Boulevard

- 1979 - Wonder Woman - Apareceu na Terceira Temporada, no episódio "Space Out", como o mestre das cerimônias na Convenção de Ficção Científica.

- 1979 - Mork & Mindy

- 1982 - Night Stalker (video game)

- 1984 - Gremlins

- 1988 - Earth Girls Are Easy

- 1999 - Star Wars Episode I: The Phantom Menace - Como um pedaço de junco na loja de junco do Watto.

- 2003 - Looney Tunes: Back in Action

- 2003 - The Simpsons: Treehouse of Horror XIV

- 2006 - Em um comercial de TV para a AT&T, com WOPR, KITT, e Rosie - A Robô Criada.